# Elwira Asimowa
Elwira Äbilchassymqysy Asimowa (kasachisch Эльвира Әбілхасымқызы Азимова; * 15. Februar 1973) ist eine kasachische Juristin. Seit 2023 ist sie die erste Vorsitzende des neu gegründeten Verfassungsgerichts der Republik Kasachstan.

## Leben und Wirken
Asimowa studierte Rechtswissenschaften an der Ahmed-Yesevi-Universität, wo sie 1996 mit einem Abschluss in internationalem Recht ihr Studium beendete. Anschließend trat sie in den Dienst des kasachischen Justizministeriums ein, wo sie Hauptberaterin in der Abteilung für internationale Rechtsunterstützung wurde. In den folgenden Jahren bekleidete sie verschiedene leitende Positionen in den Abteilungen für Gesetzgebung, internationales Recht und Protokoll innerhalb des Justizministeriums. Ab 2005 leitete sie selbst die Abteilung für Verordnungen, internationales Recht, Schutz der Eigentumsrechte des Staates und Vertrags- und Forderungsbearbeitung. Ab 2013 war sie stellvertretende Justizministerin von Kasachstan. Im selben Jahr erhielt sie den Orden Kurmet. Am 2. September 2019 wurde sie vom kasachischen Parlament zur Beauftragten für Menschenrechte ernannt. In dieser Funktion war sie 2021 Mitglied der Kommission für Menschenrechte beim Präsidenten der Republik Kasachstan und 2022 der Nationalen Kommission für Frauenangelegenheiten und Familien- und Bevölkerungspolitik. 2021 wurde sie mit dem Dostyk-Orden II. Klasse ausgezeichnet.
Nach der Auflösung des kasachischen Verfassungsrats durch das Referendum 2022 und die damit einhergehende Errichtung des Verfassungsgerichts der Republik Kasachstan wurde Asimowa zum 1. Januar 2023 zu dessen erster Vorsitzenden ernannt.